# Alex Greenwood
Alex Greenwood (Liverpool, 7 settembre 1993) è una calciatrice britannica, difensore del Manchester City e della nazionale inglese.

## Carriera

### Club
Greenwood inizia la sua carriera giovanissima, tesserandosi con l'Everton all'età di 8 anni e trascorrendo i primi tempi all'Everton's Centre of Excellence per affinare le proprie capacità. Aggregata alla prima squadra dal 2010, il 5 agosto disputa il suo primo incontro internazionale di club, in occasione dei sedicesimi di finale della stagione 2010-2011 di UEFA Women's Champions League, rilevando al 68' Natasha Dowie nell'incontro vinto dalle inglesi per 6-0 sulle faroesi del KÍ Klaksvík, siglando la sua prima rete nel torneo due giorni più tardi, quella che all'80' su calcio di rigore porta il risultato sull'8-0 nei confronti delle macedoni del Borec Veles, incontro poi terminato 10-0. Condivide poi il percorso della sua squadra che, superato al primo posto il gruppo B della fase di qualificazione, supera le ungheresi del MTK Hungária ai sedicesimi, qui la sua ultima presenza nel torneo, e le danesi del Brøndby giungendo fino ai quarti di finale dove la sua ascesa viene interrotta dalle tedesche del 2001 Duisburg.

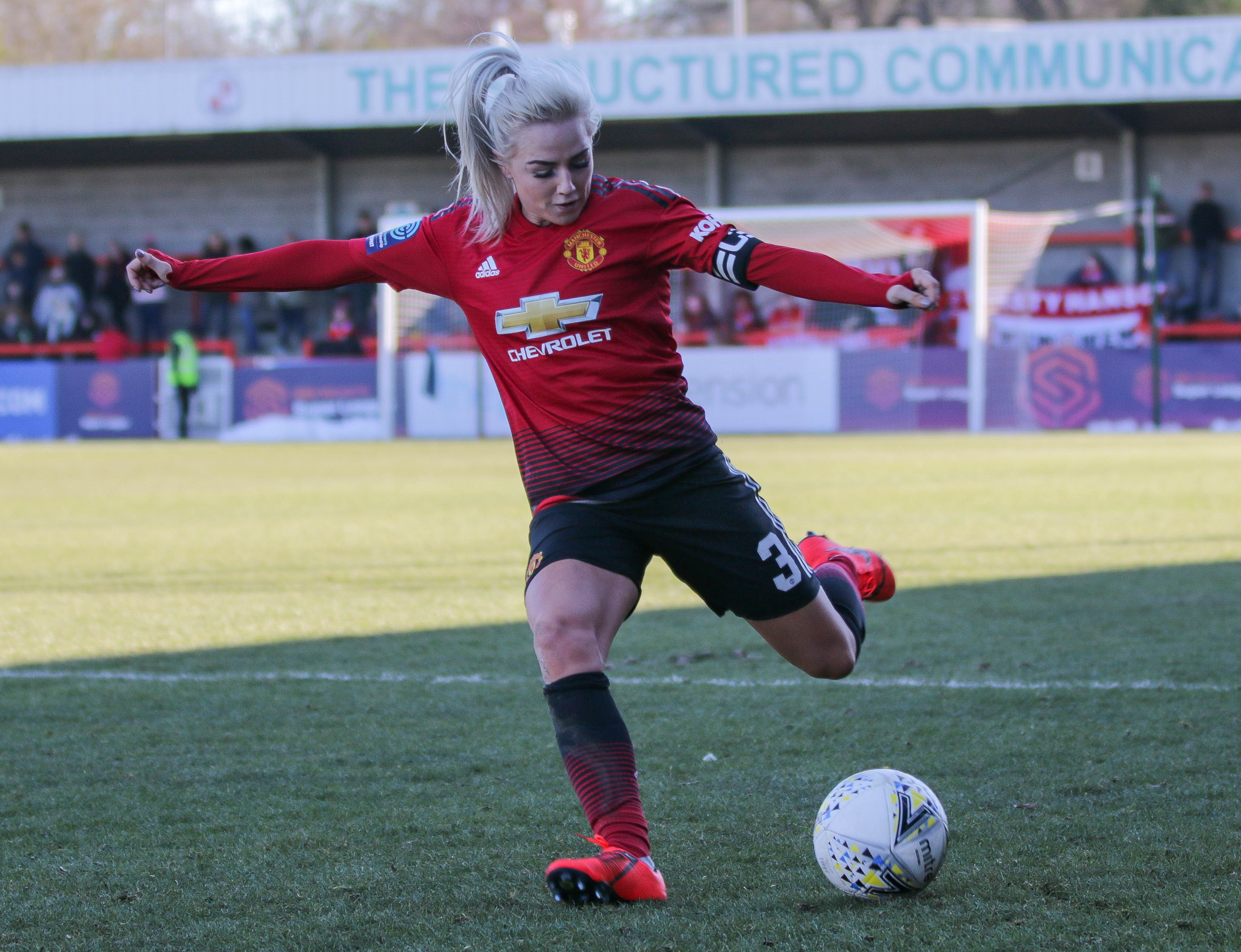
Greenwood con la tenuta del nel febbraio 2019.

Rimane con la società di Liverpool complessivamente per cinque stagioni, inserita in rosa con la prima squadra fin dal campionato inaugurale di FA Women's Super League 1, al quale la società ha avuto accesso nel marzo 2011 fino al termine del campionato 2014 nel quale l'Everton concluse all'ultima posizione. Con il trasferimento di Rachel Unitt al Birmingham City, il tecnico Mo Marley le assegna il ruolo terzino sinistro come titolare già dal campionato 2012, mettendosi in luce durante la stagione tanto da meritare, il successivo novembre, una nomination come giovane calciatrice dell'anno (FA Young Player of the Year) al FA Women's Football Awards. Con l'arrivo di Andy Spence sulla panchina delle Toffees, la squadra occupa posizioni da centro classifica perdendo ulteriormente competitività con la partenza, a fine 2013, di due fondamentali pedine quali Jill Scott e Toni Duggan, trasferite al Manchester City. In quell'ultima stagione Greenwood disputa a giugno la finale di FA Women's Cup 2014, persa 2-0 con l'Arsenal e a settembre la sconfitta per 2-0 con il Notts County ne sancisce la retrocessione, dopo aver giocato per 21 stagioni consecutive nei massimi livelli del campionato inglese, per la prima volta nella sua storia sportiva.

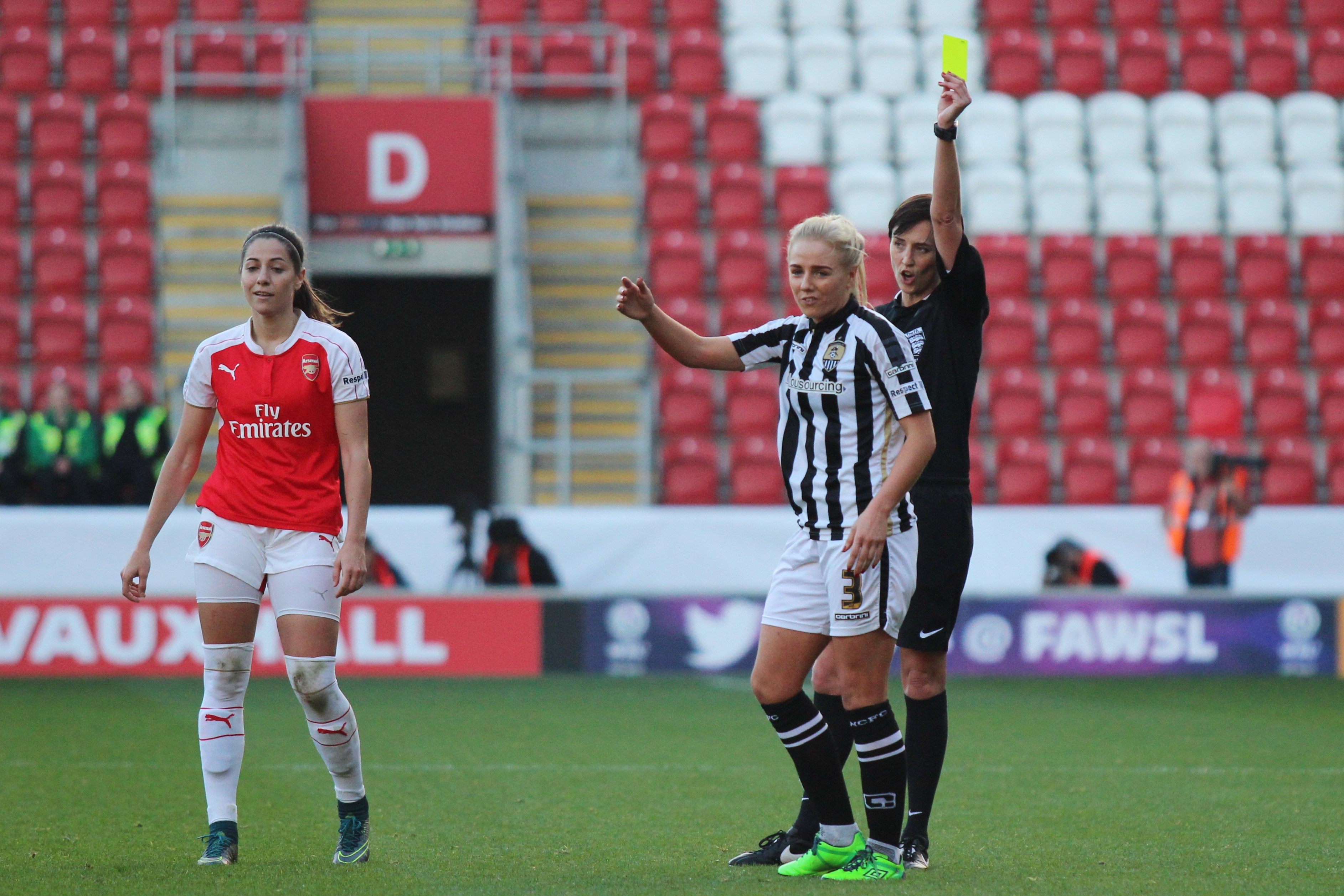
Greenwood, in tenuta bianconera, con il nel 2015.

Essendo tra le possibili convocate al Mondiale di Canada 2015, chiese alla società di lasciarla libera per conservare l'opportunità di essere inserita in rosa per il torneo. Greenwood sottoscrive un contratto biennale con il Notts County, lasciando la dirigenza della sua vecchia squadra delusa in quanto avrebbero preferito cederla in prestito per poi riscattarla alla prima promozione. Rimane legata alla società di Nottingham fino alla scadenza del contratto, con la squadra che conclude al sesto posto il campionato di FA WSL 1 2014 e al quinto quello successivo.
Nel gennaio 2016 trova un accordo con il Liverpool, debuttando con la maglia delle Reds nel campionato 2016 il 23 marzo, nell'incontro casalingo vinto per 1-0 sul Birmingham City, siglando la sua prima rete due mesi più tardi, realizzando il rigore che al 36' porta il risultato sul parziale di 2-0 sul Sunderland, incontro poi terminato 4-0. Durante le due stagioni e mezza, con quella 2017 nota come FA WSL 1 Spring Series prima che il campionato tornasse alla formula annuale da settembre al maggio successivo, disputa complessivamente 44 incontri siglando 6 reti in campionato.
Con l'iscrizione del Manchester United alla FA Women's Championship, nuova denominazione del secondo livello del campionato inglese femminile di calcio, Greenwood viene annunciata tra le calciatrici che vestiranno la sua maglia dalla stagione 2018-2019, condividendo con le compagne la vittoria in campionato e la promozione in FA Women's Super League.
All'inizio di agosto 2019 è stato annunciato il suo passaggio alle campionesse d'Europa in carica dell'Olympique Lione.

### Nazionale
Greenwood inizia ad essere convocata dalla Federazione calcistica dell'Inghilterra (The FA) per indossare le maglie delle nazionali giovanili fin dal 2008, inizialmente nella formazione under 17, con la quale disputa le qualificazioni all'Europeo 2009 di categoria. Fa il suo debutto nel torneo UEFA il 19 settembre 2008, nell'incontro valido per il primo turno di qualificazione dove le inglesi superano con il risultato di 4-0 le pari età della Grecia. Rimasta in rosa anche per le qualificazioni all'edizione 2010, gioca la sua ultima partita in U17 il 13 aprile 2010, in amichevole contro i Paesi Bassi, totalizzando complessivamente 11 presenze e realizzando una rete.
Quello stesso anno entra a far parte della under 19, inserita da Mo Marley in rosa con la squadra che partecipa alle qualificazioni all'Europeo di Italia 2011, e debuttando l'11 settembre 2010 nell'incontro vinto per 4-0 sulle avversarie della Moldavia. In quell'occasione disputa tutti i tre incontri della prima fase di qualificazione, aprendo le marcature nell'incontro vinto 2-0 sulla Finlandia, più quello vittorioso per 3-0 sul Portogallo nel secondo turno, dove al 56' Greenwood sigla la rete che sblocca il risultato. Salta poi la fase finale per tornare a giocare nella fase élite di qualificazione al successivo Europeo di Turchia 2012, con Marley che la impiega da titolare nei tre incontri che vedono l'Inghilterra concludere al primo posto e a punteggio pieno il gruppo 6 e accedere così alla fase finale, per poi con due sconfitte e un pareggio, con la Serbia, a reti inviolate, essere eliminata già alla fase a gironi; questa fu anche l'ultimo incontro di Greenwood in U19, marcando una rete nelle 14 presenze complessive.
Dopo la parentesi in under 23, cinque presenze per lei tra il febbraio e il giugno 2013, arriva la sua prima convocazione nella nazionale maggiore, chiamata dal Commissario tecnico Mark Sampson in occasione dell'edizione 2014 della Cyprus Cup, debuttando con la maglia delle Three Lionesses il 5 marzo, nella partita vinta per 2-0 contro l'Italia, condividendo il percorso che vede la sua nazionale disputare la finalissima persa per 2-0 con la Francia. Sampson continua a convocarla nel corso delle qualificazioni al Mondiale di Canada 2015, impiegandola in due incontri del gruppo 6, il 19 giugno, 2-0 sull'Ucraina e il 17 settembre 2014, nella partita in cui l'Inghilterra si impone 10-0 sulle avversarie del Montenegro. L'Inghilterra termina il suo girone imbattuta e a punteggio pieno, ottenendo così l'accesso al suo quarto mondiale. Inserita tra le 23 calciatrici convocate a Canada 2015, Sampson la impiega in tre delle sette partite disputate nel torneo, due della fase a gironi, vinte entrambe per 2-0 con Colombia e Messico nel gruppo F e superando il turno al secondo posto, saltando poi la vittoria per 2-1 sulle avversarie della Norvegia agli ottavi di finale, la vittoria 2-1 sul Canada ai quarti, la sconfitta per 2-1 con le campionasse in carica del Giappone in semifinale, e la vittoriosa finale per il terzo posto, 1-0 ai supplementari, con la Germania che assicura il miglior risultato ottenuto dalla nazionale inglese ad un mondiale.
Nei due anni successivi Sampson la convoca saltuariamente, in incontri amichevoli, all'edizione 2016 della SheBelieves Cup, la prima del neoistituito torneo a invito, due presenze per lei, e durante le qualificazioni all'Europeo dei Paesi Bassi 2017, disputando tre incontri e siglando una rete, quella che apre le marcature nell'incontro vinto per 6-0 sulla Serbia, inserendola infine nella lista delle 23 calciatrici convocate all'Europeo dei Paesi Bassi 2017 Durante il torneo scende in campo in uno solo dei sei incontri disputati dalla sua nazionale, quello del 27 luglio 2017 della fase a gironi vinto per 2-1 sul Portogallo che vede chiudere al primo posto il gruppo D. L'Inghilterra prosegue la competizione superando la Francia per 1-0 ai quarti di finale e venendo eliminata dai Paesi Bassi, poi laureatisi Campioni d'Europa, in semifinale superandole per 3-0.
Al termine dell'Europeo Sampson lascia l'incarico che viene rilevato, dopo un periodo affidato a Mo Marley CT ad interim, da Phil Neville. Con il nuovo tecnico alla guida della nazionale le convocazioni per Greenwood si fanno più frequenti. Dal 2018, oltre ad una serie di amichevoli, Neville la chiama per le edizioni 2018 e 2019 della SheBelieves Cup, 3 presenze complessive, cogliendo un secondo posto nella prima e vincendo il primo trofeo nella seconda, e per le qualificazioni al Mondiale di Francia 2019, impiegandola in quattro incontri del gruppo 1, con l'Inghilterra che chiude il suo girone al primo posto e ottiene così direttamente l'accesso al suo quinto Mondiale.
Inserita nella lista delle 23 calciatrici convocate da Neville, durante il torneo Greenwood sigla la rete che al 58' fissa il risultato sul 3-0 nella vittoria sul Camerun agli ottavi di finale.

## Palmarès

### Club
- Campionato francese: 1

Olympique Lione: 2019-2020
- Coppa di Francia: 1

Olympique Lione: 2019-2020
- Trophée des Championnes: 1

Olympique Lione: 2019
- Campionato inglese di seconda divisione: 1

Manchester United: 2018-2019
- UEFA Champions League femminile: 1

Olympique Lione: 2019-2020
- FA Women's League Cup: 1

Manchester City: 2021-2022

### Nazionale
- SheBelieves Cup: 1

2019
- Campionato d'Europa: 2

2022, 2025
- Arnold Clark Cup: 2

2022, 2023
- Finalissima: 1

2023